# Scobey
Scobey är administrativ huvudort i Daniels County i Montana. Orten har fått sitt namn efter indianagenten C.R.A. Scobey. Orten grundades officiellt år 1914.

## Kända personer från Scobey
- Ron Marlenee, politiker